# Кузнець Михайло Мефодійович
Миха́йло Мефо́дійович Кузне́ць (нар. 30 вересня 1900 ― пом. 30 січня 1959) — український медик, доктор медичних наук, професор, завідувач кафедри шкірних та венеричних хвороб Башкирського медичного інституту (1946―1953), завідувач кафедри шкірних та венеричних хвороб Київського медичного інституту (1954―1959). Автор понад 70 наукових робіт, присвячених хронічній серпігинозній піодермії, патогенезу і лікуванню червоного вовчаку, гістопатології шкіри та вітамінному обміну при дерматозах, гістології, патогенезу і лікуванню псоріазу, мікросаркомі, лімфатичній лейкемії, а також патології травлення у хворих дерматологічного профілю. Першим у вітчизняній літературі опублікував роботу про хворобу Паркс-Вебера.

## Ранні роки
Народився 30 вересня 1900 в с. Горенка Києво-Святошинського району Київської області, в незаможній родині. Батько, Мефодій Якович Кузнець, працював у Старо-Петрівському казенному лісництві. Коли Михайлу було 7 років, батько загинув в результаті нещасного випадку в лісі, залишивши четверо дітей. Мати, Євдокія Степанівна, була жінкою з сильним характером ― змалку привчала дітей змалку до щоденної праці по господарству, та мріяла, щоб діти її мали освіту.
У 1912 р. Михайло Кузнець закінчив церковно-парафіяльну школу. Протягом навчання показував неабиякі успіхи, тому його вчитель добився, щоб його найкращого учня прийняли вчитися на казенний кошт до нещодавно відкритої Пуща-Водицької гімназії. У 1919 р. Михайло закінчує гімназію та деякий час змушений займатися важкою фізичною працею, щоб допомогти матері прогодувати сім'ю. Він працює на лісозаготівлі, на будівництві вузькоколійної залізної дороги Київ ― Святошино ― Лютеж.

## Навчання у Київському Медичному інституті та початок наукової кар'єри
У 1922 р. він вступає до Київського Медичного інституту, де, навчаючись на стаціонарі, одночасно працює співробітником канцелярії, таким чином заробляючи собі на прожиток. Навчаючись в інституті, він також бере участь у роботі студентського гуртка. Будучи студентом 5 курсу, він пише свою першу наукову роботу «Сучасне лікування сифілісу», а після закінчення медінституту в 1927 р. його залишають працювати спочатку ординатором, а потім ― аспірантом при кафедрі дерматовенерології. У ці роки Михайло Мефодійович займається лікуванням хворих, вивчає основи дерматології та освоює цілий ряд складних лабораторних методів, необхідних кожному лікареві, що присвятив себе науковій діяльності, бере активну участь в роботі Київського наукового дерматовенерологічного товариства. Його наукові роботи публікуються в журналах «Русский вестник дерматологии», «Венерология и дерматология», «Врачебное дело» та ін.
У 1931 р. Михайла Мефодійовича обирають на посаду асистента, а у 1935 р., після затвердження його в ступені кандидата медичних наук, ― на посаду доцента. У ці роки він розробляє низку тем з дерматовенерології, наполегливо займається проблемою старіння шкіри. Цікава та вельми цінна праця, яку було опубліковано у спеціальному збірнику робіт молодих учених за 1936 р. «Про значення методики капілярометрії у сифілідології», виконується ним протягом 3 років. Дані цієї наукової роботи засновані на дослідженні 227 хворих на сифіліс, котрим було зроблено близько 2000 капілярометричних досліджень.
У 1937 р. Михайло Мефодійович закінчує велику фундаментальну наукову працю — дисертацію на ступінь доктора медичних наук (у науковому ступені доктора медичних наук його затвердили у 1939 році). Тема дисертації — «Гістологічні ознаки старіння шкіри». Це винятково велика у науковому аспекті та оригінальна праця. Цю роботу надалі будуть використовувати не лише дерматологи, а й онкологи та патофізіологи. За ці роки він виростає в великого наукового спеціаліста з дерматовенерології.

## Діяльність у рокиДругої світової війни
У лютому 1938 р. Михайла Мефодійовича у віці 38 років було призвано до лав Червоної армії, і йому було доручено викладання на курсах удосконалення військових лікарів в м. Хабаровську. У Києві залишається дружина і двоє малих дітей.
Пізніше Михайла Мефодійовича переводять до Ленінградської військово-медичної академії ім. Кірова, а ще пізніше ― викладачем до Куйбишевської військово-медичної академії, куди він забирає і сім'ю. Та Німецько-радянська війна перериває його роботу в академії. Він іде на фронт. З січня 1942 по грудень 1945 перебуває у діючій Армії ― на Західному, а згодом на 3-му Білоруському фронті на посадах: старшого ординатора Сортувально-евакуаційного госпіталю № 2366, інспектора-венеролога Фронтового евакопункту № 1, і з 1 квітня 1944 року ― Головного дерматовенеролога 3-го Білоруського фронту.
Незважаючи на тяжкі умови фронтового життя, крім лікувальної роботи, Михайло Мефодійович продовжує вести навчальну та наукову роботу. За наукову роботу «Клініка та діагностика змін шкіри при аліментарній дистрофії, авітамінозі А та скорбуті» після війни він був удостоєний урядової нагороди. Цю роботу в скороченому вигляді було опубліковано у пресі у 1948 р. у вигляді двох глав великої монографії під заголовком «Материалы к учению об особенностях патологии кожи у военнослужащих во время Великой Отечественной войны». Цю працю було відзначено і премійовано комісією Міністерства Охорони Здоров'я. Крім цього, ще ряд його робіт того часу було присвячено питанням оборонного значення (робота з бойовими отруйливими речовинами) та патології шкіри у воєнний час.

## Науково-педагогічна діяльність
Після закінчення Німецько-радянської війни Михайло Мефодійович знову повертається до своєї улюбленої науково-педагогічної діяльності: в 1945 р. за конкурсом його обирають на посаду завідувача кафедрою шкірних та венеричних хвороб Башкирського медичного інституту, в місті Уфі, і він перебуває на цій посаді з січня 1946 р. до липня 1953 р. За роки успішної роботи в м. Уфі професор М. М. Кузнець зробив великий внесок до розвитку і становлення кафедри шкірних і венеричних хвороб Башкирського Державного медичного інституту. Керуючи великим колективом лікарів клініки і одночасно республіканським науково-дослідним шкірно-венерологічним інститутом, Михайло Мефодійович розробляє ряд найактуальніших проблем щодо вивчення дерматомікозів в Башкортостані, а також деяких рідкісних дерматозів, таких як кератодермія, пелагра, застосування вітамінів в дерматології, впливу гіпо- та авітамінозів на стан шкіри та ін.
В той же час він є активним членом редколегії журналу «Радянська медицина». Під його безпосереднім керівництвом написано декілька дисертацій на ступень кандидата медичних наук.
Проте, незважаючи на успіхи в роботі в Башкортостані, професор Михайло Мефодійович Кузнець у 1953 р. переїздить до рідного Києва, де в інституті удосконалення лікарів очолює кафедру шкірних та венеричних хвороб, а в 1954 р. за конкурсом переходить на ту ж посаду до Київського медичного інституту ім. академіка О. О. Богомольця. Протягом невеликого проміжку часу йому вдається згуртувати навколо себе колектив та опублікувати цілий ряд робіт з патології органів травлення у дерматологічних хворих. Його перу належать 70 наукових праць, присвячених хронічній серпігинозній піодермії, патогенезу і лікуванню червоного вовчаку, гістопатології шкіри та вітамінному обміну при дерматозах, гістології, патогенезу і лікуванню псоріазу, мікросаркомі, лімфатичній лейкемії, а також патології травлення у хворих дерматологічного профілю, не рахуючи окремих глав, вміщених у довіднику для лікарів та фельдшерів, медичного посібника на допомогу військовим лікарям та декількох науково-популярних брошур.
Величезну організаційну та суспільну роботу проводив Михайло Мефодійович в той час, будучи головою Українського відділення Всесоюзного дерматовенерологічного товариства, головою Київського міського та обласного дерматовенерологічного товариства, головним венерологом Міністерства Охорони здоров'я УРСР, членом Вченої Ради Міністерства Охорони здоров'я УРСР, секретарем Вченої Ради Київського медичного інституту. Багато часу він приділяв, працюючи як редактор та рецензент у ряді журналів та збірників, що виходили в Україні. Михайло Мефодійович був прекрасним діагностом в області дерматології. Його популярність серед населення як лікаря була величезна; до нього приїжджали хворі з різних районів Київської і інших найближчих і навіть віддалених областей України. Михайло Мефодійович не відмовляв в допомозі ні хворому, ні лікарю, прагнучому отримати у нього консультацію.
Але тяжкі воєнні роки, нелегке дитинство, напружена робота в останні роки, даються йому взнаки. І в 1959 році він помирає від тяжкої хвороби.

Могила Михайла Кузнеця

Похований в м. Києві, на Байковому кладовищі.

## Родичі
Брат — Кузнець Яків Мефодійович.

## Наукові роботи
- Сучасне лікування сифілісу// Збірник № 3 наукових праць Київського медичного інституту, 1928, с. 48.
- До клініки імпетиго цирцината// «Венерологія та дерматологія», 1931, № 10, с. 23.
- До питання про зміни в старечій шкірі// Український медичний архів, т. 8, 1―2, с. 91.
- Пелагра//Військова медицина на 3_му Білоруському Фронті у Великій Вітчизняній війні, 1945 р. № 11, с. 78.
- Склеродерма дорослих Бушке// Вопросы дерматовенерологии. Збірник праць Башкирського шкірно-венерологічного інституту та кафедри шкірних хвороб Медичного інституту, т.4, Уфа, БашГиз, 1948 р. с. 49.
- До характеристики випадків захворювання на пелагру під час Великої Вітчизняної війни// Вопросы дерматовенерологии. Збірник праць Башкирського шкірно-венерологічного інституту та кафедри шкірних хвороб Медичного інституту, т. 4, Уфа, БашГиз, 1948 р. с. 205.
- Вітамін Д2 в терапії псоріазу// Журнал « Вестник венерологи и дерматологии» 1953 № 5, с. 20.
- До клініки та гістопатології фолікулярного гіперкератозу// Вопросы дерматовенерологии. Збірник праць Башкирського шкірно-венерологічного інституту та кафедри шкірних хвороб Медичного інституту, т.5, Уфа, БашГиз, 1955, с. 137.
- Каротинодермія і її клінічне значення // «Врачебное дело». — 1956. — № 6;
- Фтівазід в терапії шкірного туберкульозу і червоного вовчаку // Наукові праці розширеного пленуму дерматовенерологичної комісії. — Львів, 1958;
- Лікування хворих червоним вовчаком фтівазідом // «Врачебное дело» — 1959. — № 4, та ін. [147].

## Нагороди
Нагороджений орденами Леніна, Вітчизняної війни 2-го ступеня (07.04.1945), Червоної Зірки і медалями.